# دوناسنت‌بندک
دوناسِنت‌‌بِنِدِک (به مجاری:  Dunaszentbenedek) یک منطقهٔ مسکونی در مجارستان است که در ناحیه کالوچا واقع شده‌است. دوناسنت‌بندک ۲۳٫۲۴ کیلومتر مربع مساحت و ۹۶۰ نفر جمعیت دارد.